# Jelenik Mihály
Jelenik Mihály (Bártfa, 1742. szeptember 25. – 1783 után) ágostai evangélikus lelkész.

## Életútja
Tanult szülőhelyén 1757-ig, azután Eperjesen és Pozsonyban tíz évig, Sárospatakon 9 hónapig. Tanító volt Irkirályon (Középszolnok megye) Vitéz József kamarai hivatalnok házánál 19 hónapig; ahonnét 1768-ban Pozsonyba ment és 1769-ben a tübingeni egyetemre, ahol három évet töltött; azután báró Prónay László fiai mellett nevelő volt. 1774. február 23-án Szákra ordináltatott papnak; 1779 őszén Kistormásra; onnét 1783. augusztus 17-én Locsmándra ment az új gyülekezet lelkészének.

## Munkája
- Ama két nagy érdemű férfiakat Fábri István és Szábel István professor urakat fel-derült nevek napján némely igaz ifjak nevében megtisztelni kivánta XII. hó 26. 1796. Pozsony, 1796.